# Olivier Barbarant
Pour les articles homonymes, voir Barbarant.
Olivier Barbarant, né le 5 mars 1966 à Bar-sur-Aube, est un poète, critique littéraire et haut fonctionnaire français. Il est notamment connu pour son travail d’éditeur de Louis Aragon, son œuvre poétique marquée par l’intime et l’engagement, ainsi que pour ses fonctions à l’Inspection générale de l’Éducation nationale.

## Biographie
Olivier Barbarant a vécu son enfance et son adolescence dans l’Aube puis en région parisienne, où ses parents s'installent à partir de 1978 (son père est l'enseignant et syndicaliste Jean-Claude Barbarant ; sa mère exerce dans le Val-de-Marne comme institutrice d'école d'application, tout en ayant des responsabilités syndicales locales, associatives et mutualistes).
Il entre à l’École normale supérieure de Fontenay-Saint-Cloud en 1986, devient agrégé de lettres modernes en 1989, puis docteur ès lettres en 1994 à l'université Paris-Diderot (avec une thèse portant sur Louis Aragon intitulée L'opéra de la personne : le sujet et l'Histoire dans la poésie d'Aragon).
En 1994, il s’installe à Saint-Quentin, dans l’Aisne. Il enseigne le français, la littérature et la culture générale, d'abord au lycée Condorcet de Saint-Quentin, puis aux CPGE Littéraires et Scientifiques du lycée Pierre-d’Ailly de Compiègne. En 2007, il devient professeur de chaire supérieure au lycée Lakanal de Sceaux où il est responsable des classes de khâgne moderne.
Olivier Barbarant a vécu successivement avec plusieurs hommes dont les prénoms sont fréquemment mentionnés dans son œuvre poétique, ainsi « Rémi » (Darne). Il a rencontré en 1995 celle qu'il nomme Bérénice dans ses poèmes, qu'il épousa en 1999. Son œuvre mêle dès lors, comme sa vie, les différentes formes d'amour et de sexualité que son existence a connues.
En 2001 naquit un fils aîné, Pierre-Louis, et en 2006 un cadet, Aurélien, l'un et l'autre portant dans l'onomastique une marque de l'admiration de leur père pour Aragon.
Olivier Barbarant a publié plusieurs ouvrages, notamment de poésie, dont l’un, Odes dérisoires et quelques autres un peu moins, a reçu le prix Tristan-Tzara. Il a également dirigé la publication de l’œuvre poétique d’Aragon dans la Bibliothèque de la Pléiade. En 2019, son recueil Un grand instant a reçu le prestigieux prix Apollinaire.
Le 10 février 2012, il est nommé inspecteur général de l’Éducation nationale dans le groupe Lettres. En juillet 2013, il est nommé correspondant académique de l'IGEN pour l'académie de Reims. Il fut de 2018 à 2022 doyen du groupe des Lettres.
À partir de 2022, il fait partie du comité de réaction de Commune, revue littéraire et politique proche du Parti Communiste, récemment relancée.
En 2023, il est responsable avec Victor Laby, de l'anthologie de Paul Éluard en deux tomes, intitulée La mémoire des nuits. L'année suivante, ils publient ensemble une biographie d'Éluard aux Éditions Seghers.

## Prix et distinctions
- 1999 : Prix Tristan-Tzara pour Odes dérisoires. Et quelques autres un peu moins.
- 2004 : Prix Mallarmé pour Essais de voix malgré le vent.
- 2005 : Prix des Découvreurs pour Essais de voix malgré le vent.
- 2019 : Prix Apollinaire pour Un grand instant.
- 2023 : Prix Maïse-Ploquin-Caunan de l'Académie française pour Séculaires.
- Chevalier de l'ordre des Arts et des Lettres
- Chevalier de l'ordre des Palmes académiques

## Œuvres

### Poésie
- Les Parquets du ciel, Champ Vallon, 1992 (ISBN 978-2-87673-140-0, lire en ligne)
- Douze lettres d'amour au soldat inconnu, Champ Vallon, 1993 (ISBN 978-2-87673-164-6, lire en ligne)
- Odes dérisoires et quelques autres un peu moins, Seyssel, Champ Vallon, 1998 (ISBN 978-2-87673-272-8, lire en ligne)Prix Tristan-Tzara
- Temps mort: journal imprécis, 1986-1998, Seyssel, Champ Vallon, 1999 (ISBN 978-2-87673-292-6, lire en ligne)
- Louis Aragon et Olivier Barbarant, Œuvres poétiques complètes, Gallimard, 2007 (ISBN 9782070118908).
- Essais de voix malgré le vent (poésie), Seyssel, Champ Vallon, 2003 (ISBN 2-87673-384-6)Prix Mallarmé
- Je ne suis pas Victor Hugo (prose), Seyssel, Champ Vallon, 2007 (ISBN 978-2-87673-455-5).
- Élégies étranglées, Seyssel, Champ Vallon, 2013 (ISBN 978-2-87673-871-3)
- Odes dérisoires et autres poèmes (anthologie), Paris, Gallimard, coll. « Poésie/Gallimard », 2016  (ISBN 978-4-67853-207-0)
- Un grand instant (poésie), Seyssel, Champ Vallon, 2019 (ISBN 979-10-267-0765-3) - Prix Apollinaire
- Séculaires, éditions Gallimard, 2022 (ISBN 978-2-0729-8386-3)[5]
- De olvidarte nunca (suite pour André), Les Venterniers, 2022,  (ISBN 9791092752779).
- Partitas pour violon seul, éditions Gallimard, 2024 (ISBN 978-2073060846).

### Critique, essais
- Je ne suis pas Victor Hugo, Seyssel, Champ Vallon, 2007 (ISBN 978-2-87673-455-5, lire en ligne)
- Arthur Rimbaud, Une saison en enfer, Le Temps des cerises, 2011, préface d'Aragon (1930), postface et appareil critique d'Olivier Barbarant.
- Le Paris d'Aragon, éditions Alexandrines, 2016.
- Aurélien - Paris/poésie Saint-Omer, Éditions Les Venterniers.
- J'entends l'histoire de moi-même - Trois visages d'Aragon (collectif : O.Barbarant, F. Eychart, D. Massonnaud), éditions de la Fondation Gabriel Péri.
- La juste couleur- chroniques poétiques,  éditions Champ Vallon, octobre 2021  (ISBN 979-10- 267-1005-9)..
- Paul Éluard, La mémoire des nuits, anthologie, deux tomes, Le Temps des cerises, 2023, choix des textes et préfaces Olivier Barbarant et Victor Laby.
- Paul Eluard, comme un enfant devant le feu (avec Victor Laby), Éditions Seghers, 2024.